# 선조국문유서
선조국문유서(宣祖國文諭書)는 경삼남도 김해시, 김해 한글 박물관에 있는 조선시대의 국왕문서이다. 1988년 6월 16일 대한민국의 보물 제951호로 지정되었다.

## 개요
선조 26년(1593) 임진왜란으로 임금이 피난하여 의주에 있을 적에 백성들에게 내린 한글로 쓴 교서이다. 임진왜란 때 조선의 백성들은 포로가 되어 왜적에 협조하는 자가 많았다. 그 때문에 선조는 일반대중이 쉽게 알 수 있는 한글로 쓴 교서를 내려 포로가 된 백성을 회유하여 돌아오게 하였다.
이것은 선조가 한양으로 다시 돌아오기 한 달 전에 내려진 것인데, 당시 김해성을 지키던 장수 권탁(1544∼1593)은 이 문서를 가지고 적진에 몰래 들어가 적 수십 명을 죽이고 우리 백성 100여 명을 구해 나왔다. 그 후 이 교서는 권탁의 후손 집에서 보관하다가 도둑을 맞고 다시 찾은 것이다.
어쩔수 없이 왜인에게 붙들려 간 백성은 죄를 묻지 않는다는 것과 왜군을 잡아오거나 왜군의 정보를 알아오는 사람, 또는 포로로 잡힌 우리 백성들을 많이 데리고 나오는 사람에게는 천민, 양민을 가리지 않고 벼슬을 내릴 것을 약속한 내용들이 실려있다.
임진왜란 당시의 상황을 알아볼 수 있다는 점과 한글로 쓰여진 점에서 국문학 연구에도 귀중한 자료가 된다.

## 같이 보기
- 김해 선조어서각 (경상남도 문화재자료 제30호)

## 참고 자료
- 한국어 위키문헌에 이 글과 관련된 원문이 있습니다. 선조국문유서
- 선조국문유서 - 국가유산청 국가유산포털